# Eclipsiodes crypsixantha
Eclipsiodes crypsixantha là một loài bướm đêm trong họ Crambidae.